# Stari Bar
Stari Bar (en monténégrin : Стари Бар, en albanais Tivar i Vjetër) est un village du sud du Monténégro, dans la municipalité de Bar. C'est aussi à Stari Bar (littéralement «Vieux Bar») que l'on trouve l'ancien emplacement de la ville de Bar qui se nommait à l'époque Antivari.

## Démographie

### Évolution historique de la population
| 1948  | 1953  | 1961  | 1971  | 1981  | 1991  | 2003  |
| ----- | ----- | ----- | ----- | ----- | ----- | ----- |
| 1 417 | 1 679 | 1 803 | 1 559 | 1 514 | 1 934 | 1 864 |

## Lieux et monuments
- Citadelle.

## Galerie photo
| - Vieille ville - Ruine de la vieille ville - Vieux palais - L'aqueduc - La chapelle des ruines de la ville ville - Mur d'enceinte de la vieille ville - Une autre partie du mur - Rue principale de Stari Bar - Entrée du mur - Autre vue de l'aqueduc. - Vue panoramique |